# Finale Kupa prvaka 1967.
Finale Kupa prvaka 1967. je bilo 12. po redu finale Kupa prvaka, koje je igrano 25. svibnja 1967. na Estádio Nacionalu u Lisabonu. U finalu su igrali talijanski Internazionale i škotski Celtic. Celtic je pobijedio rezultatom 2:1 i osvojio svoj prvi naslov prvaka Europe. Škotska je momčad ujedno i prvi britanski nogometni klub koji je osvojio Kup/Ligu prvaka. Pobjednička momčad Celtica nazvana je "Lisabonski lavovi".
Inter je poveo na samom početku utakmice, i to pogotkom Sandra Mazzole iz jedanaesterca. Celtic je preokrenuo rezultat na 2:1, pogodcima Gemmella i Chalmersa.

## Susret
| 25. svibnja 1967.        |     |                   |                                                                                      |
| Celtic                   | 2:1 | Internazionale    | Estádio Nacional, Lisabon Broj gledatelja: 56.000 Sudac: Kurt Tschenscher (Njemačka) |
| Gemmell 62' Chalmers 85' |     | Mazzola 7' (pen.) | Estádio Nacional, Lisabon Broj gledatelja: 56.000 Sudac: Kurt Tschenscher (Njemačka) |

| Celtic | Inter Milan |

| CELTIC:    |    |                 |
|            |    |                 |
| GK         | 1  | Ronnie Simpson  |
| CB         | 5  | Billy McNeill   |
| CB         | 6  | John Clark      |
| RB         | 2  | Jim Craig       |
| LB         | 3  | Tommy Gemmell   |
| MF         | 4  | Bobby Murdoch   |
| MF         | 10 | Bertie Auld     |
| RW         | 7  | Jimmy Johnstone |
| LW         | 11 | Bobby Lennox    |
| FW         | 8  | Willie Wallace  |
| CF         | 9  | Stevie Chalmers |
| Trener:    |    |                 |
| Jock Stein |    |                 |

| INTERNAZIONALE: |    |                    |
|                 |    |                    |
| GK              | 1  | Giuliano Sarti     |
| SW              | 6  | Armando Picchi     |
| RB              | 2  | Tarcisio Burgnich  |
| DF              | 5  | Aristide Guarneri  |
| LB              | 3  | Giacinto Facchetti |
| MF              | 4  | Giancarlo Bedin    |
| MF              | 10 | Mauro Bicicli      |
| MF              | 11 | Mario Corso        |
| RW              | 7  | Angelo Domenghini  |
| CF              | 8  | Sandro Mazzola     |
| LW              | 9  | Renato Cappellini  |
| Trener:         |    |                    |
| Helenio Herrera |    |                    |

## Vanjske poveznice
- Rezultati Kupa prvaka, RSSSF.com
- Sezona 1966./67., UEFA.com
- Povijest Kupa prvaka: 1967.

| Finala Kupa prvaka i UEFA Lige prvaka | Finala Kupa prvaka i UEFA Lige prvaka |
| ------------------------------------- | --- |
|                                       | |
| Kup prvaka                            | 1956. • 1957. • 1958. • 1959. • 1960. • 1961. • 1962. • 1963. • 1964. • 1965. • 1966. • 1967. • 1968. • 1969. • 1970. • 1971. • 1972. • 1973. • 1974. • 1975. • 1976. • 1977. • 1978. • 1979. • 1980. • 1981. • 1982. • 1983. • 1984. • 1985. • 1986. • 1987. • 1988. • 1989. • 1990. • 1991. • 1992. |
|                                       | |
| Liga prvaka                           | 1993. • 1994. • 1995. • 1996. • 1997. • 1998. • 1999. • 2000. • 2001. • 2002. • 2003. • 2004. • 2005. • 2006. • 2007. • 2008. • 2009. • 2010. • 2011. • 2012. • 2013. • 2014. • 2015. • 2016. • 2017. • 2018. • 2019. • 2020. • 2021. • 2022. • 2023. • 2024.                                         |

| Finala Kupa prvaka i UEFA Lige prvaka | Finala Kupa prvaka i UEFA Lige prvaka |
| ------------------------------------- | --- |
|                                       | |
| Kup prvaka                            | 1956. • 1957. • 1958. • 1959. • 1960. • 1961. • 1962. • 1963. • 1964. • 1965. • 1966. • 1967. • 1968. • 1969. • 1970. • 1971. • 1972. • 1973. • 1974. • 1975. • 1976. • 1977. • 1978. • 1979. • 1980. • 1981. • 1982. • 1983. • 1984. • 1985. • 1986. • 1987. • 1988. • 1989. • 1990. • 1991. • 1992. |
|                                       | |
| Liga prvaka                           | 1993. • 1994. • 1995. • 1996. • 1997. • 1998. • 1999. • 2000. • 2001. • 2002. • 2003. • 2004. • 2005. • 2006. • 2007. • 2008. • 2009. • 2010. • 2011. • 2012. • 2013. • 2014. • 2015. • 2016. • 2017. • 2018. • 2019. • 2020. • 2021. • 2022. • 2023. • 2024.                                         |